# آدامستاون، جزایر پیت‌کرن
آدامستاون یک منطقهٔ مسکونی در بریتانیا و پایتخت و تنها منطقه مسکونی جزایر پیت‌کرن در جنوب اقیانوس آرام است.
آدامستاون ۴٫۶ کیلومتر مربع مساحت و ۴۰ نفر جمعیت دارد و ۳۳۰ متر بالاتر از سطح دریا واقع شده‌است.